# Maiestas Domini
Zasugerowano, aby zintegrować ten artykuł z artykułem Zbawiciel w siłach. Nie opisano powodu propozycji integracji.

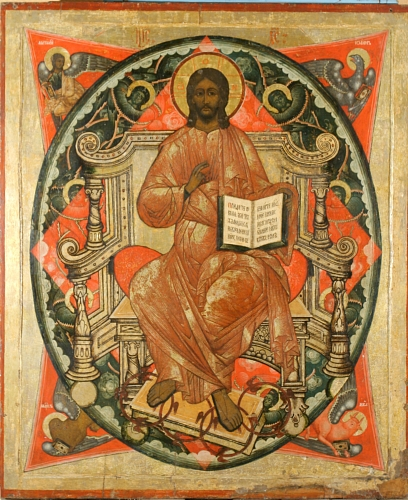
Maiestas Domini, rosyjska ikona z XVIII w.

Maiestas Domini łac., Chrystus na majestacie, ikonograficzne  przedstawienie tronującego Jezusa Chrystusa, zwykle w mandorli, w otoczeniu symboli ewangelistów.
Ukazuje Chrystusa, posiadającego identyczną naturę, jak Jego Ojciec, w niebiańskiej wspaniałości. Jezus w glorii  tronuje na wszechświecie (kula) lub tęczy. Prawą rękę wyciąga w geście błogosławieństwa, a lewą trzyma księgę Ewangelii na kolanach. Wokół glorii przedstawione są cztery istoty kosmiczne i symbole ewangelistów - lew i byk na dole, a człowiek (anioł) i orzeł u góry. Każda z czterech istot trzyma swoją Ewangelię, która głoszona jest na cztery strony świata. Także aniołowie mogą podtrzymywać glorię i, tak jak cztery istoty, adorować Chrystusa.
Przedstawienie Maiestas Domini wywodzi się z wizji Boga w Apokalipsie św. Jana (Ap 4,1 i n.), która z kolei opiera się na wizjach starotestamentowych proroków - Izajasza (Iz 6,1 i n.) i Ezechiela (Ez 1 i 10) (cherubiny i serafiny).

## Maiestas Domini w sztukach pięknych
Najwcześniejsze monumentalne przedstawienie Maiestas Domini zachowało się w Hosios David w Salonikach (mozaika w apsydzie, koniec V w.). Po okresie ikonoklazmu (VIII/IX w.) temat ten bardzo rzadko występuje w sztuce Kościoła wschodniego, ponieważ Apokalipsa nie była uznawana za pełnowartościową część Biblii.
Natomiast na Zachodzie Maiestas Domini stanowi od czasów karolińskich jeden z głównych tematów sztuki chrześcijańskiej, np. na sklepieniach apsyd wielu kościołów, na oprawach bądź jako karta tytułowa ewangeliarzy (np. Ewangeliarz Anastazji).
W XII w. ulubionym miejscem przedstawień Maiestas Domini stają się tympanony głównych portali kościołów. Szczególnie wiele imponujących przykładów zachowało się we Francji, np. w Moissac (St-Pierre), w Arles (St-Trophime) i w Chartres (katedra).
Często wokół Maiestas Domini przedstawianych jest dwudziestu czterech Starców apokaliptycznych, np. w Chartres (w archiwoltach). W nadprożu poniżej siedzą apostołowie - ławnicy Chrystusa podczas Jego ponownego przybycia na sąd ostateczny. Wizerunek Chrystusa - Sędziego podczas sądu ostatecznego zastępuje powoli Maiestas Domini, które po 1300 r. przedstawiane jest bardzo rzadko. Sędzia-Zbawiciel, zwracający się do wiernych i pokazujący im swoje stygmaty, bardziej odpowiadał zmienionemu rozumieniu pobożności.
Występuje głównie w sztuce romańskiej (miniatury, płaskorzeźby w tympanonach).

## Maiestas Domini w muzyce
Znane są też opracowania muzyczne tekstu łacińskiego: 
Maiestas Domini aedificavit templum:
videbant omnes filii Israel gloriam Domini
descendentem super domum
et adoraverunt et collaudaverunt Dominum dicentes.
Tekst ten, pochodzący z 2 Księgi Kronik (2 Krn 7, 1b. 3a), stanowił drugi werset offertorium Domine Deus, in simplicitate cordis mei laetus obtuli universa, przeznaczonego na święto poświęcenia kościoła (In Dedicatione Ecclesiae), np. na rocznicę poświęcenia bazyliki laterańskiej (In dedicatione Basilicae Lateranens) czy rzymskiej bazyliki Najświętszej Marii Panny (In dedicatione S. Mariae).
Znane są zarówno śpiewy gregoriańskie z tym tekstem, jak i muzyka wokalno-instrumentalna. Przykładem utworu na solistów, chór i orkiestrę może być czteroczęściowe, preklasyczne Maiestas Domini – Offertorium Solemne a quattro Voci, 2 Violinis, 2 Clarini con Organo e Bassetto z roku 1748, którego autorem jest szwajcarski kompozytor, mnich benedyktyński Wolfgang Iten (1712-1769), działający w klasztorze w Engelbergu w Szwajcarii.

## Galeria

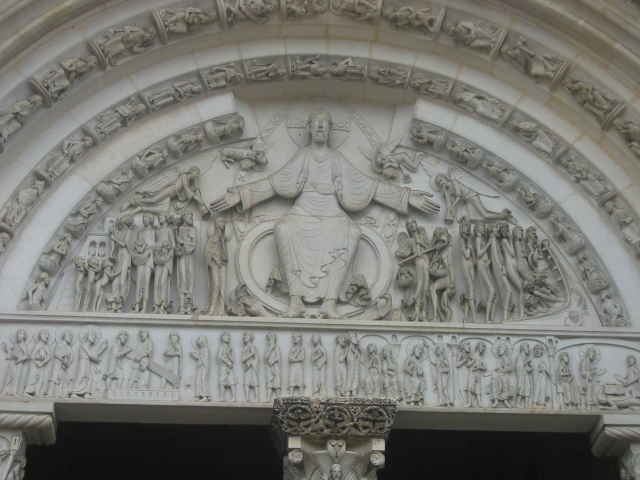
Tympanon w bazylice Świętej Marii Magdaleny w Vézelay.
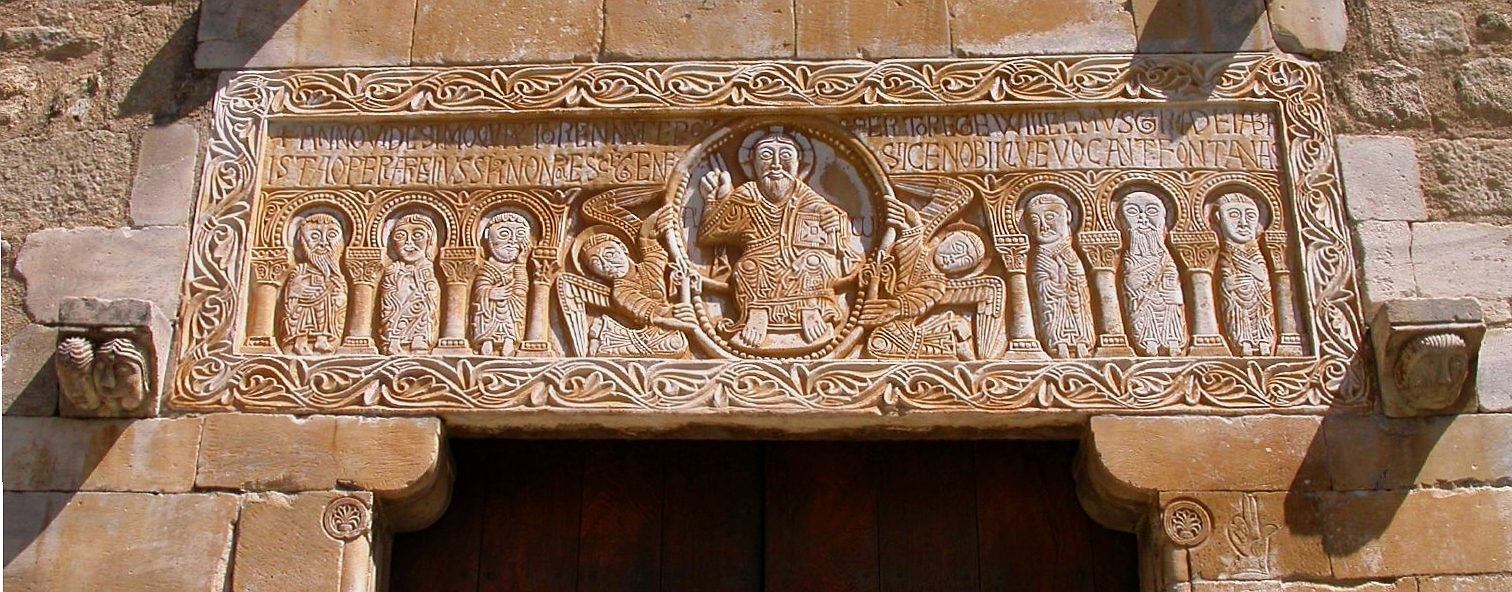
Nadproże w opactwie benedyktynów w Saint-Génis-des-Fontaines.
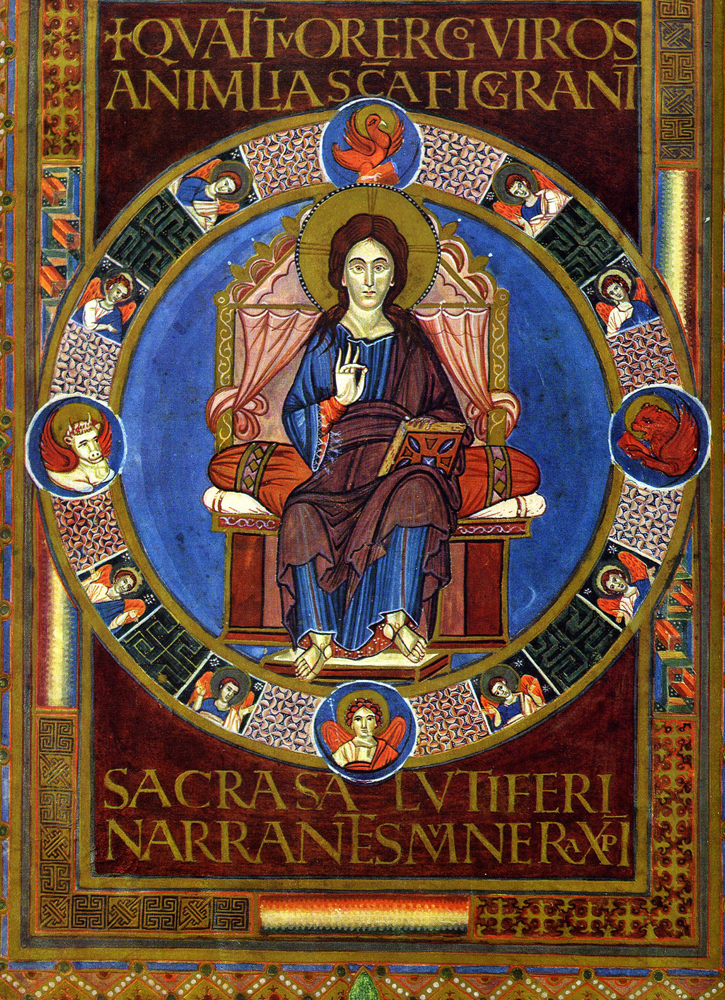
Ewangeliarz z Lorsch
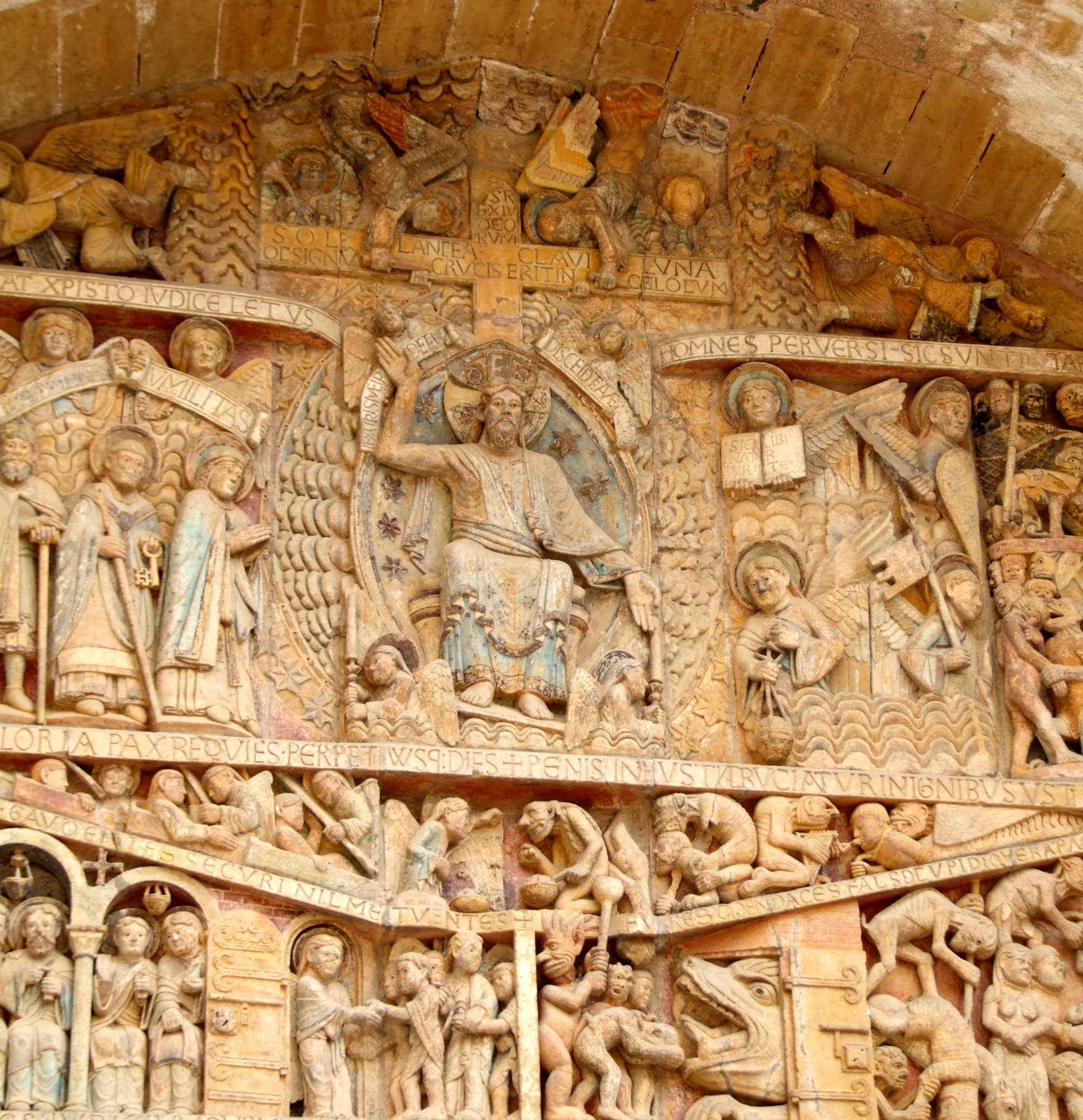
Tympanon w kościele Sainte-Foy w Conques.
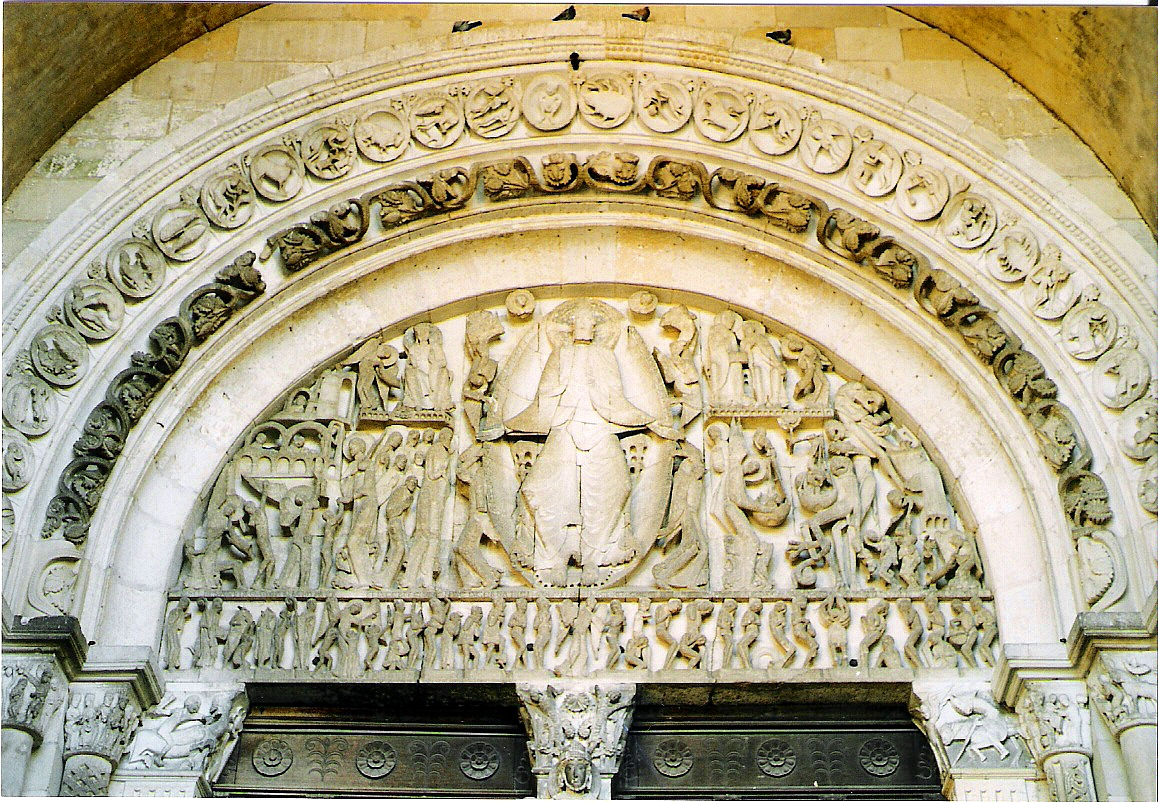
Tympanon w katedrze Saint-Lazare d'Autun.